# Juan Sánchez (Radsportler)
Juan Sánchez Camero (* 21. Juni 1938 in Quesada (Jaén)) ist ein ehemaliger spanischer Radrennfahrer.

## Sportliche Laufbahn
Sánchez war Straßenradsportler und Teilnehmer der Olympischen Sommerspiele 1960 in Rom. Im Mannschaftszeitfahren belegte Spanien mit Ignacio Astigarraga, Juan Sánchez, José Antonio Momeñe und Ramón Sáez Marzo den 8. Platz. Im olympischen Straßenrennen schied er aus.
Bei den Mittelmeerspielen 1959 gewann er die Goldmedaille im Straßenrennen und im Mannschaftszeitfahren. Von 1962 bis 1966 war er als Berufsfahrer aktiv. 1962 holte er einen Etappensieg in der Katalonien-Rundfahrt. 1965 wurde er beim Sieg von Antonio Gómez Del Moral Dritter in der Vuelta a Mallorca.
In der Tour de France 1963 schied er aus. Die Vuelta a España fuhr er dreimal. 1963 wurde er 36., 1966 35. der Gesamtwertung. 1965 war er ausgeschieden.